# Pauli Murray
Pauli Murray (geboren als Anna Paulina Murray; * 20. November 1910; † 1. Juli 1985) war eine US-amerikanische Bürger- und Frauenrechtsaktivistin, Anwältin, Autorin und die erste afroamerikanische episkopale Priesterin.

## Leben

### Kindheit

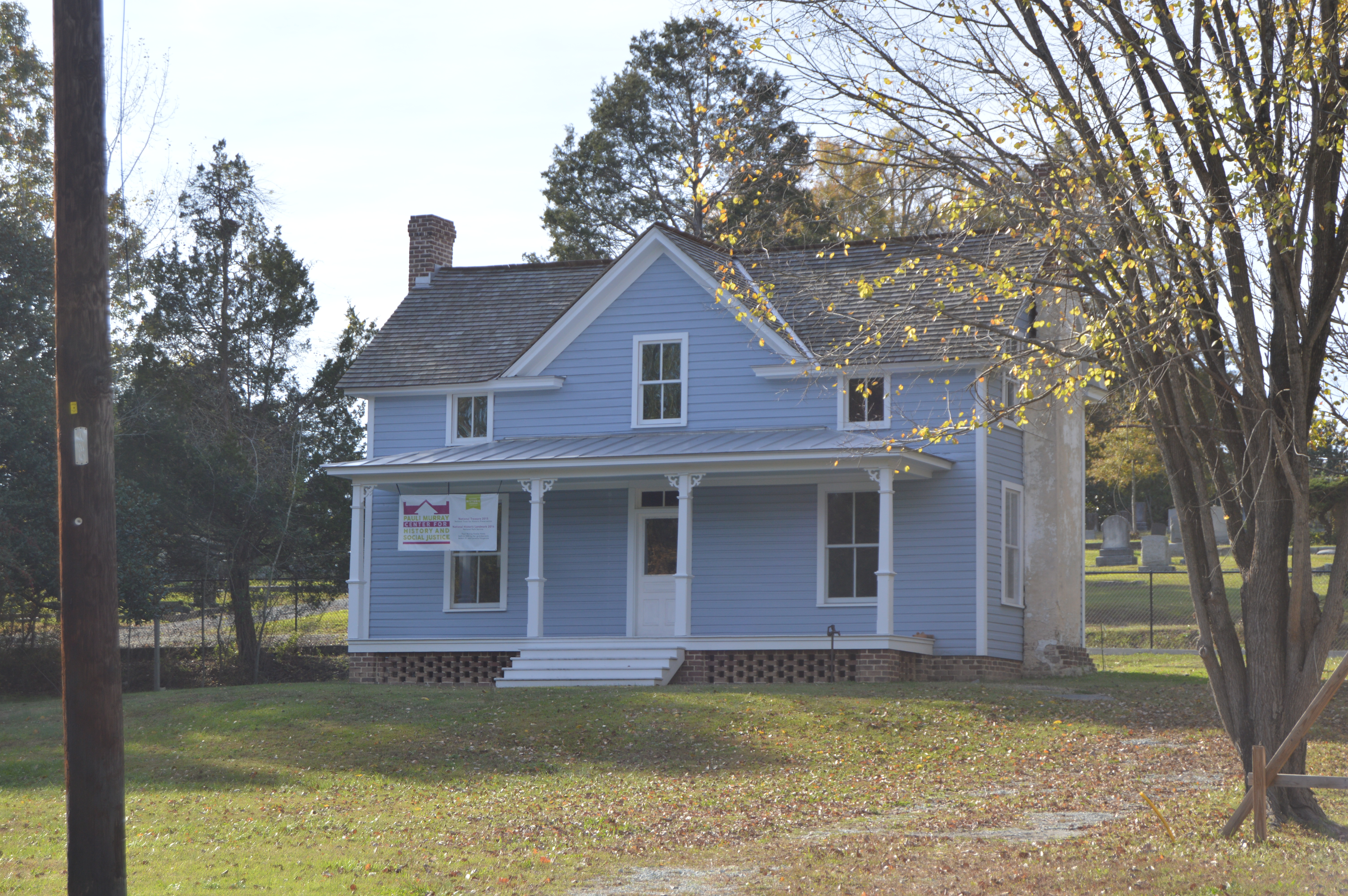
Das Haus in Durham, in dem Pauli Murray aufwuchs

Murray wurde 1910 in ihrem Elternhaus in Baltimore als viertes Kind von Agnes Murray (geborene Fitzgerald) und William Murray geboren. Ihre Mutter Agnes starb im März 1914 an einem Schlaganfall während ihrer siebten Schwangerschaft. Will, der nach einer Krankheit an einer schlechten psychischen Gesundheit litt und zu Wutausbrüchen neigte, wurde von Verwandten nicht als geeigneter Erzieher der sechs Kinder angesehen. Pauli wuchs in der Folge bei der Schwester ihrer Mutter, Pauline Fitzgerald, und ihren Großeltern in Durham, North Carolina auf. Sie besuchte die Hillside High School und verdiente ab dem Alter von acht Jahren Geld durch Putzen, Zeitungsaustragen und verschiedene Aushilfstätigkeiten in Büros, z. B. bei der Carolina Times, wo sie auch eine erste Geschichte veröffentlichen konnte. Unter ihren Vorfahren waren auch Weiße. Ihre Familie versuchte, Pauli von den schlimmsten Auswirkungen des weit verbreiteten Rassismus zu schützen. Sie selbst lief lieber, als in segregierten Bahnen zu sitzen und vermied den Besuch in Kinos. Trotzdem spürte sie den Effekt, den Rassismus auf sie und ihr Umfeld hatte:

“Each of us had to deal with it as best we could. Some were ultimately destroyed, some led crippled lives, some endured, and some fled the South, as I did later.”

„Wir alle mussten damit so gut umgehen, wie wir es konnten. Manche wurden letztlich zerstört, manche lebten ein zerrütetes Leben, manche hielten durch, und manche, wie ich, flohen später aus dem Süden.“

### Studium und Zeit in New York
Murray absolvierte die Hillside High School mit Auszeichnung und wollte für das Studium nach New York ziehen. Weil sie ihre Ausbildung im Jim-Crow-Schulsystem der Südstaaten gemacht hatte und ihre Tante die Studiengebühren für das Barnard College nicht zahlen konnte, entschied sich Murray, am Hunter College zu studieren, das keine Studiengebühren erhob. Murray musste allerdings für die Aufnahme einen in New York erworbenen Highschool-Abschluss nachweisen, den sie an der Richmond Hill High School nachholte, während sie bei Verwandten lebte. Als sie bereit für die Einschreibung war, erfuhr sie, dass ihre Tante sie nicht mehr finanziell unterstützen konnte. Sie kehrte zurück nach Durham und arbeitete dort als Hausmeisterin, Schreibkraft und Reporterin bei der Carolina Times, um genug Geld für das Studium zu sparen. Im Sommersemester ihres ersten Studienjahres zog Murray 1929 von ihren Verwandten in ein Zimmer der YWCA in Harlem, das sie durch ihre Arbeit dort und als Kellnerin finanzierte. Nachdem durch die Wirtschaftskrise ihr Verdienst dort wegbrach, nahm sie einen Job bei einer Agentur an, die Reisen in die Sowjetunion organisierte.
Im November 1930 heiratete sie William („Billy“) Roy Wynn, erkannte aber schon während des Flitterwochenendes in einem „billigen West Side Hotel“, dass das ein Fehler war. Sie selbst sah ihre Jugend und Armut als Hauptgründe für das schnelle Scheitern der Ehe, beschrieb aber auch, dass sie der Gedanke an Sex mit Männern abstieß: „Wie kommt es, dass irgendetwas in mir anfängt zu kämpfen, wenn Männer mit mir Liebe machen wollen?“. Das Ehepaar trennte sich nach wenigen Wochen, die Ehe wurde 1949 auf Murrays Antrag annulliert. 1931 begann sie mit einer Reihe von Road Trips. Auf diesen Kurzreisen, meistens gemeinsam mit anderen Frauen, zog sie sich oft wie ein Pfadfinder an, und zog Freude daraus, von Fremden für einen gehalten zu werden. Nach einer Fahrt nach Kalifornien, die sie durch die Nachricht über die Krankheit ihrer Tante überstürzt abbrechen musste, entwarf sie eine neue androgyne Persona für sich und veröffentlichte einen fiktionalisierten Bericht ihrer Reise in der Anthologie Negro. Die Geschichte wurde mit uneindeutigen Angaben über das Geschlecht der Verfasserin abgedruckt, die den geschlechtsneutralen Vornamen Pauli trug. Diesen Namen verwendete sie von da an bis zum Ende ihres Lebens.
1933 schloss Murray ihr Studium am Hunter College ab und bekam eine Stelle als Verkäuferin von Abonnements für das Magazin Opportunity, die sie aber nach einem Jahr wegen der durch ihre vorangegangene Mangelernährung mitverursachten gesundheitlichen Probleme wieder aufgeben musste. Ihr Arzt verschrieb ihr Ruhe und sicherte ihr einen Platz im Camp Tera in Upstate New York, wo sie sich wie in New York mit vielen jungen Frauen vernetzen konnte. Nachdem Murray aber eine Freundschaft mit einer weißen Camp-Angestellten, Peggie Holmes, begonnen hatte, bei einem Besuch der First Lady Eleanor Roosevelt nicht aufgestanden war und die Camp-Leiterin eine Ausgabe von Das Kapital bei ihr gefunden hatte (das Murray im Jahr zuvor für einen Philosophiekurs gekauft hatte), musste sie das Camp verlassen. Nach einer Reise mit Peggie Holmes 1935 kehrte sie zurück nach New York, wo sie auf die Unterstützung der Works Progress Administration angewiesen war. In den Arbeitskämpfen von Zeitungsarbeitern radikalisierte sich Murray, die in der zweiten Hälfte der 30er-Jahre vor allem Bildungsarbeit in der Arbeiterbewegung leistete. Durch die Lektüre der zeitgenössischen Literatur über Geschlecht und Sexualität, etwa von Magnus Hirschfeld und Havelock Ellis, lernte Murray mehr über Geschlecht und setzte sich verstärkt mit ihrer eigenen Geschlechtsidentität auseinander. Murray beschrieb ihren inneren Konflikt als „invertierten geschlechtlichen Instinkt - Hosen zu tragen, einer der Männer sein zu wollen, Dinge zu tun, die die Kerle tun, es hassen, von Frauen unterworfen zu werden, außer ich liebe sie“. Sie hielt den sich gerade durchsetzenden Begriff „homosexuell“ für unpassend, um sich zu beschreiben, weil sie entgegen der Theorie, ihre Neigung sei psychologisch bedingt, davon ausging, es gebe Gründe wie möglicherweise vorhandene versteckte männliche Geschlechtsorgane. Sie fühlte sich vor allem wie ein Mann und fühlte sich nicht von homosexuellen, sondern heterosexuellen Frauen angezogen. 1937 hatte Pauli einen schweren emotionalen Zusammenbruch, in dessen Folge sie in Behandlung ging.

#### Bewerbung an der UNC
Im Herbst 1938 bat ihre Tante Pauline sie, zurück nach Durham zu kommen, um sie zu unterstützen. Murray entschloss sich, an der bis dahin nur von Weißen besuchten University of North Carolina zu bewerben, wo einer ihrer weißen Vorfahren Kuratoriumsmitglied war. In ihrem Versuch, die Segregation der Universität aufzuheben, fühlte sie sich durch einen Beschluss des Supreme Court bekräftigt, der kurz zuvor Lloyd L. Gaines das Recht zugesprochen hatte, an der University of Missouri zu studieren. Sie erhielt kurze Zeit nach der Bewerbung eine Ablehnung mit der Begründung, dass die Universität „keine Angehörigen Ihrer Rasse“ aufnehme. Sie ging aber davon aus, dass der Brief vor dem Bekanntwerden der Supreme-Court-Entscheidung verfasst worden war, und startete eine größere, öffentlichkeitswirksame Kampagne, auf die Mitglieder der Universität mit rassistischen Drohungen antworteten. Die Debatte um die mögliche Aufnahme Murrays und die damit einhergehende Integration der Universität wurde von einer breiten Öffentlichkeit verfolgt. Die NAACP entschied sich, ihren Fall nicht vor Gericht zu bringen, weil die Erfolgschancen als gering angesehen wurde, da Murray zuvor längere Zeit nicht in North Carolina gelebt hatte und sie zudem als zu unkonventionell und potentiell als zu radikal galt.

#### Vorfall im Bus

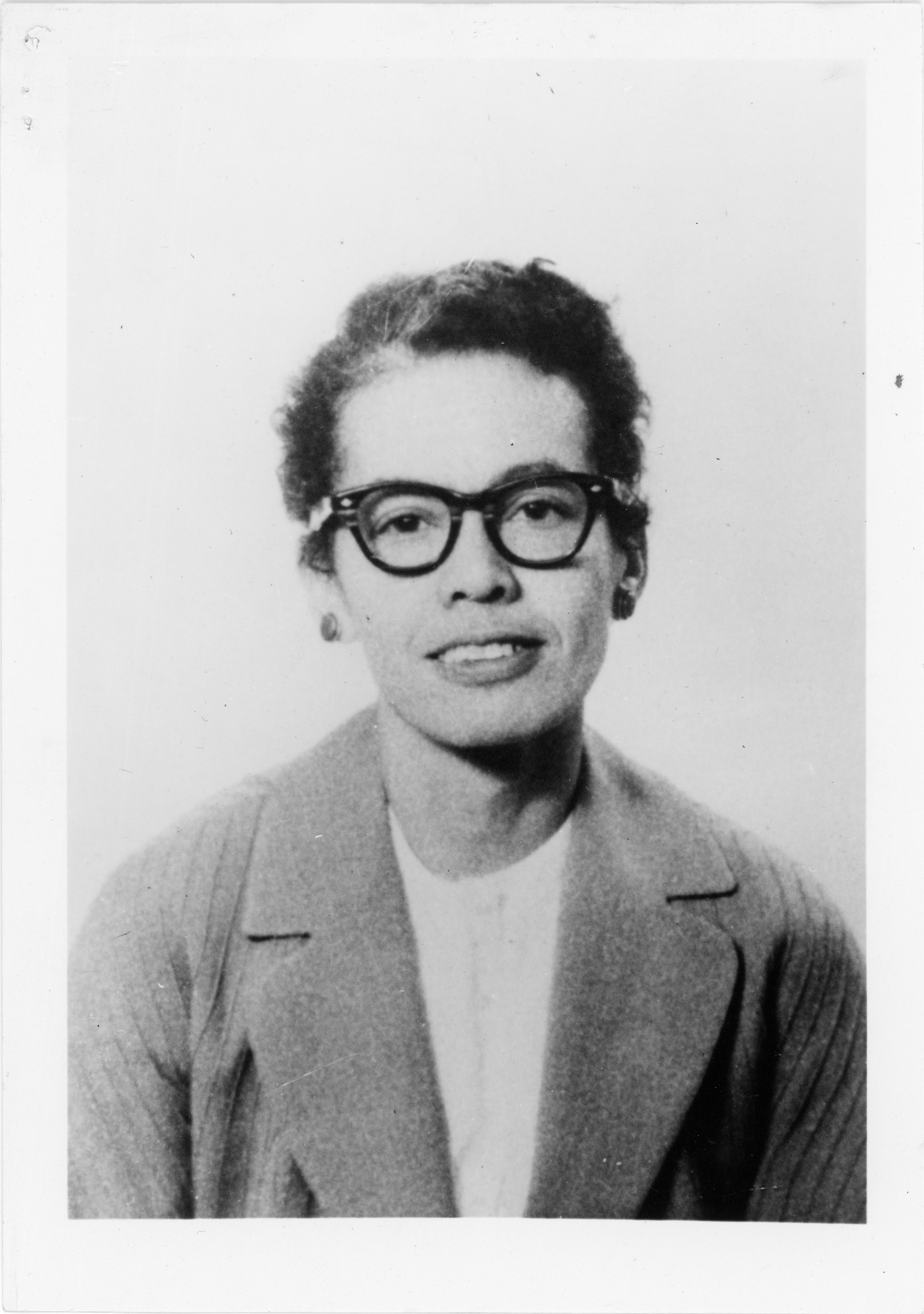
Undatiertes Porträt von Pauli Murray

Murray blieb also vorerst in New York und bot ihrer Tante an, sich in New York um zwei ihrer jungen Neffen zu kümmern. Dort versuchte sie auch weiter Ärzte zu überzeugen, ihr Testosteron zu verschreiben. Nach einem weiteren Zusammenbruch mit anschließender Hospitalisierung geriet Murray aber erneut in den Fokus der NAACP, nachdem sie auf der Busfahrt nach Durham gemeinsam mit einer Freundin, Adelene McBean, die für Schwarze vorgesehenen kaputten Sitze verlassen und sich auf für Weiße vorgesehene Sitzplätze gesetzt hatte. Nachdem sie die Anweisung des Busfahrers, sich wieder auf ihre ursprünglichen Sitzplätze zu setzen, ignorierten, rief dieser zwei Polizisten. McBean und Murray hatten sich in der Zwischenzeit entschieden, eine gewaltlose Strategie nach Vorbild Gandhis zu erproben. Nachdem die Situation eskalierte, wurden beide verhaftet und in das Gefängnis von Petersburg (Virginia) gebracht, von wo aus sie sich um rechtlichen Beistand bemühten. Die sich ergebende Möglichkeit, mit Unterstützung der NAACP das System der Rassentrennung im Staat zu bekämpfen, energetisierte Murray. Weil der Richter aber entschied, den Fall als einen Fall von „disorderly conduct“ und nicht unter den Rassentrennungsgesetzen zu behandeln, sah die NAACP keine guten Aussicht darin, den Fall durch höhere Instanzen zu bringen. Deutlich bekannter wurde ein ähnlicher Vorfall unter Beteiligung Rosa Parks', der 15 Jahre später stattfand.

### Howard Law School
Im Herbst 1941 begann Murray ein rechtswissenschaftliches Studium an der Howard University. Dort entwickelte Murray ein Verständnis dessen, was sie in Anlehnung an die rassistische Jim-Crow-Gesetzgebung „Jane Crow“ nannte: die Ähnlichkeit von sexistischer und rassistischer Diskriminierung und das Weiterbestehen von sexistischer Diskriminierung auch in vermeintlich antirassistischen Settings. Das Konzept gilt als eine der frühsten Formulierungen intersektionalen Denkens. In Howard nahm sie als einzige Frau in ihrem Jahrgang eine Machismo-Kultur wahr, in der sie durch ihre ausgezeichneten Leistungen als Bedrohung wahrgenommen und diskriminiert wurde. Murray versuchte auch während ihres Studiums weiter, mit Hilfe von Ärzten eine medizinische Ursache für ihre Geschlechtsdysphorie zu finden, konnte aber keine von ihr vermuteten männlichen Hormone oder Geschlechtsmerkmale finden. Ihren politischen Aktivismus setzte Murray durch Sit-Ins in Restaurants während des Studiums fort. Für ihre Strategie gewaltfreier direkter Aktion gab es zu diesem Zeitpunkt wenige Vorbilder. Die Gruppe um Murray gehörte zu den ersten, die erfolgreich die Desegregation von Restaurants durchsetzen konnten. Weil an solchen Aktionen eine größere Zahl von Menschen teilhaben konnte als an gerichtlichen Auseinandersetzungen hielt Murray sie für demokratischer als Strategien des juristischen Kampfs gegen Jim-Crow-Gesetze. Durch die unmittelbare öffentliche Wahrnehmung erfüllten die Aktionen außerdem auch eine pädagogische Funktion.
Als eine der besten Angehörigen ihres Jahrgangs, die als Auszeichnung ein Stipendium erhielt, versuchte sie 1944, ihre Studien in Harvard fortzusetzen, wo allerdings immer noch keine Frauen zum Studium zugelassen wurden. Durch den Zweiten Weltkrieg boten allerdings wenige Universitäten noch eine mit Harvard vergleichbare Jura-Ausbildung, weshalb sie sich trotzdem an der Universität bewarb. Unterstützt wurde ihre Bewerbung auch durch einen Brief von Franklin D. Roosevelt, der auf Anregung seiner Frau, die mit Murray in Korrespondenz stand, James B. Conant um ihre Aufnahme bat. Murray schrieb der Universität, sie würde für die Aufnahme gerne auch ihr Geschlecht ändern, ihr sei nur kein entsprechender Weg dazu bekannt.

### Kalifornien
Nach dem Abschluss des Studiums an der Howard University und ohne größere Aussichten auf die Aufnahme in Harvard, entschloss sich Murray 1944, mit ihrer älteren Schwester Mildred nach Los Angeles zu ziehen und sich vorerst als Journalistin zu verdienen. Sie besuchte außerdem Kurse an der Boalt Hall School of Jurisprudence (heute UC Berkeley School of Law), wo sie ihren Master of Laws erhielt. Im Januar 1946 erhielt sie als erste Schwarze Person eine Stelle als Deputy Attorney General in Kalifornien. Sie veröffentlichte außerdem weiter Artikel in Zeitschriften und Zeitungen und wurde dafür vom National Council of Negro Women als eine von zwölf „Frauen des Jahres“ ausgezeichnet. Als Murray erfuhr, dass ihre Tante Pauline schwer erkrankt war, reiste sie zurück nach Durham, um ihre Tante ins Krankenhaus zu bringen. Die Abwesenheit aus Kalifornien bedeutete allerdings, dass Pauli ihren Job in Kalifornien nicht behalten konnte. Im Frühjahr 1946 kehrte sie nach Washington zurück.

### Nachkriegszeit in New York
In der Nachkriegszeit gestaltete sich die Jobsuche nicht nur wegen der zurückgekehrten Veteranen schwierig, auch das politische Klima war zunehmend vom Widerstand gegen die progressive Politik des New Deals geprägt. Nach mehreren Rückschlägen in Washington zog Murray deshalb im Mai 1946 nach New York, wo sie allerdings noch keine Zulassung der Anwaltskammer hatte. Sie erhielt trotzdem eine Stelle bei der Commission on Law and Social Action des American Jewish Congress. Dort griff sie ihr bereits länger verfolgtes Ziel wieder auf, die Entscheidung Plessy v. Ferguson gerichtlich anzugreifen. Nachdem ihr Vorgesetzter, Alexander Pekelis, bei einem Flugzeugabsturz ums Leben gekommen war, und Spenden an den American Jewish Congress durch Gerüchte über dessen vermeintliche kommunistische Unterwanderung (ein zur Zeit der Roten Angst vielfach über liberale Organisationen verbreitetes Gerücht) zurückgegangen waren, kündigte Pauli im März 1947. Sie musste sich zudem einer Blinddarmoperation unterziehen. Vor der Operation bat sie den Chirurgen, nach „versteckten männlichen Genitalien“ zu suchen, die dieser aber zu ihrer Enttäuschung nicht finden konnte.

Pauli Murray auf einem Foto, das sie 1955 Eleanor Roosevelt schickte

Im September 1947 fand Murray einen Job beim Schwarzen Rechtsanwalt Charles L. Kellar in Brooklyn. Ihr Wochenlohn von 25 Dollar war zwar deutlich niedriger als zuvor, mit der Hilfe Kellars konnte Murray aber eine Wohnung mieten, in der auch ihre Tante Pauline und ihre Tante Sally 1948 einzogen. Weil Murray im Dezember 1947 auch ihr Anwaltsexamen absolviert hatte, konnte sie den Job bei Kellar, in dem sie als Mädchen für alles, nicht aber für ihre juristische Expertise geschätzt wurde, verlassen und nahm im März 1948 einen Job bei Richard L. Baltimore an. Ihre Aufnahme in die Anwaltskammer New Yorks gestaltete sich durch die antikommunistische Stimmung als schwierig. Murray gelang es aber, das Aufnahmekomitee durch eine ausführliche Dokumentation zu allen Auffälligkeiten in ihrem Lebenslauf und durch eine große Zahl von Empfehlungsschreiben zu überzeugen. Insgesamt war ihre Bewerbung 230 Seiten lang. Richard Baltimore verweigerte ihr aber trotz der Aufnahme eine Beförderung, sodass Murray sich erneut nach Stellen umsah. Sie erhielt eine Anstellung beim aufstrebenden Anwalt Carson DeWitt Baker. Der Vertrag sah vor, dass Murray ein Drittel der durch ihre Fälle eingenommenen Anwaltskosten behalten durfte. Als eine von weniger als 15 Schwarzen Anwältinnen in New York (und 100 im ganzen Land) bearbeitete Murray vor allem die Fälle ärmerer Schwarzer Frauen. Viele der Fälle brachten deshalb nur wenig Geld ein und Baker zahlte ihr ebenfalls ihren Anteil nur mit großer Verzögerung aus, was Murray auf ihr Geschlecht zurückführte: „Mein Geschlecht macht mich wohl zum einfachen Ziel für solche Ausbeutung“. 1949 konnte Murray aber Bakers Kanzlei verlassen und eine eigene Kanzlei eröffnen, weil sie von Thelma Stevens im Auftrag der Methodisten gebeten wurde, zu untersuchen, inwiefern von der Kirche beibehaltene Rassentrennungspraktiken tatsächlich von den Gesetzen der jeweiligen Bundesstaaten gefordert wurden. Die Ergebnisse dieser Arbeit hielt sie im Buch States' Laws on Race and Color fest, das von prominenten Juristen und Aktivsten gelesen wurde. Murray engagierte sich außerdem weiter politisch und trat bei der Wahl für das New York City Council an, die sie nur knapp verlor. Eine Bewerbung bei der ACLU blieb 1950 wegen Murrays Alter ohne Erfolg, eine weitere Bewerbung für ein von der Cornell University in Liberia durchgeführtes Projekt wurde wegen Murrays Nähe zu unter Kommunismusverdacht stehenden Liberalen abgelehnt. Im September 1952 erhielt Murray eine Stelle beim Department of Welfare (Sozialministerium) in New York. Ihre Kanzlei gab sie 1953 auf. Sie hatte außerdem begonnen, ihre Familiengeschichte aufzuschreiben, ein Projekt, dass sie durch ein Stipendium und ein Geldgeschenk von Caroline Ware ab 1952 intensiver betreiben konnte. Nachdem sie eine Schreibblockade erfahren hatte, suchte Murray sich erstmals psychotherapeutische Unterstützung bei Eduard Ziman. 1954 wurde Murray an der Schilddrüse operiert. Zu ihrer Genesung ging sie in die Künstlerkolonie MacDowell in New Hampshire, wo sie im Studio neben James Baldwin an ihrem Manuskript weiterarbeitete. Während sie das Buch fertigstellte, starb 1955 ihre Tante Pauline. Ihr Buch, Proud Shoes, erschien im Oktober 1956. Von 1956 bis 1960 arbeitete Murray bei der großen Kanzlei Paul, Weiss, wo sie Irene (Renee) Barlow kennenlernte, die bis zu ihrem Tod Murrays engste Freundin bleiben sollte. Die beiden wohnten nie zusammen, verbrachten aber viel Zeit miteinander.

### 1960er Jahre
Im Februar 1959 bewarb sich Murray, die von der panafrikanischen Aufbruchstimmung beeindruckt war, um eine Stelle als Professorin in Ghana und erhielt eine 18-monatige Anstellung bei der Ghana School of Law in Accra, wo sie im Frühjahr 1960 ankam. Von Accra aus bewarb sie sich um eine Stelle als Doktorandin an der Yale Law School, die sie auch erhielt und 1961 antrat. Im April 1962 erhielt sie aber ein Telegramm von Eleanor Roosevelt, die sie einlud, in der von John F. Kennedy eingerichteten „Presidential Commission on the Status of Women“ zu arbeiten. Die Einladung nahm Murray ohne Zögern an, weil sie der Meinung war, dass „es eine solche Konzentration auf die Probleme von Frauen durch prominente Menschen noch nicht gegeben hat.“ Murray setzte sich erneut dafür ein, die Parallelen zwischen der Diskriminierung Schwarzer und der Diskriminierung von Frauen zu berücksichtigen. Sie betonte aber auch die besonderen Herausforderungen, die sich Schwarzen Frauen stellten. Als ihre Zeit in der Kommission 1963 endete und sie die Ausschlüsse Schwarzer Frauen beim Marsch auf Washington stark verärgert hatten, richtete sie ihren Fokus auf den in der amerikanischen Bürgerrechtsbewegung verbreiteten Sexismus der hauptsächlichen männlichen Führungsfiguren. Sie setzte sich außerdem für gesetzliche Maßnahmen gegen die Diskriminierung von Frauen ein.

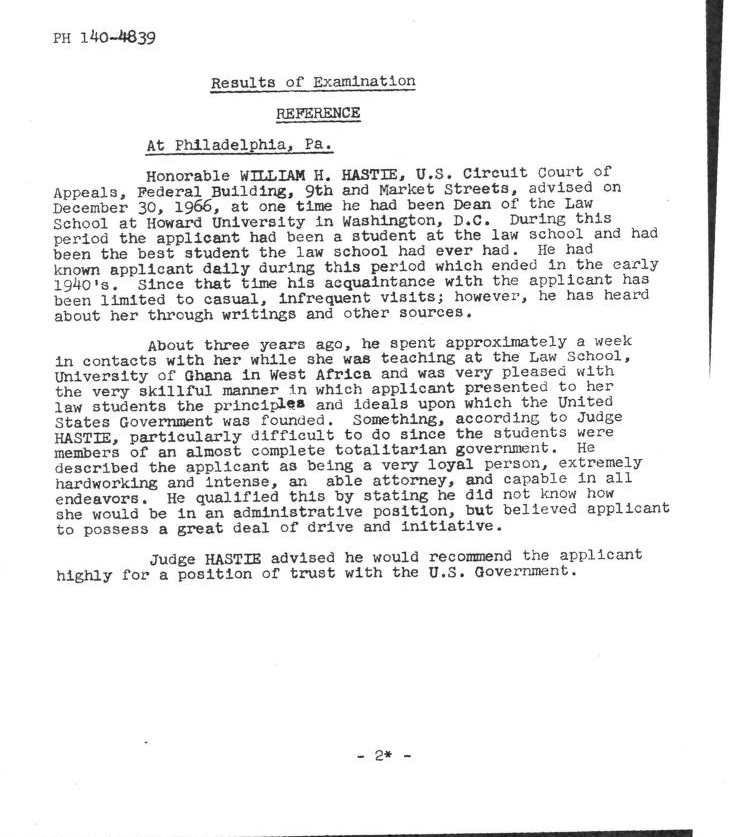
Auszug aus der FBI-Akte zu Pauli Murray, die anlässlich ihrer möglichen Anstellung bei der EEOC angefertigt wurde. William H. Hastie, ehemaliger Dekan der Howard University, empfahl Murray für die Stelle.

Ihre Doktorarbeit, Roots of the Racial Crisis, reichte Murray 1965 ein, wodurch sie die erste Schwarze Person wurde, die in Yale einen Doktor der Rechte erhielt. Sie zog zurück nach New York, um näher bei Renee Barlow zu sein. Unterstützt von Dorothy Kenyon wurde sie 1965 in den Vorstand der American Civil Liberties Union (ACLU) gewählt, wo sie im Fall White v. Crook erfolgreich durchsetzte, dass der Ausschluss von Schwarzen Frauen aus Juries in Alabama rechtswidrig war. Murray wurde außerdem 1966 Gründungsmitglied der National Organization for Women, die sich aus Protest gegen die langsamen Fortschritte gegen geschlechtsbasierte Diskriminierung bei der Equal Employment Opportunity Commission (EEOC) formierte. Ausgerechnet bei der EEOC in Washington erhielt Murray aber im Oktober 1966 eine Stelle als Beraterin, wo sie auch 1967 für die einflussreiche Stelle des „general counsel“ vorgeschlagen wurde, die sie aber aufgrund einer Einschätzung des FBI nicht erhielt. Sowohl ihr politischer Aktivismus als auch private Details aus ihrem Leben wie ihre psychischen Erkrankungen galten als politisch zu riskant für die Besetzung der Stelle, die vom Senat bestätigt werden musste. Von der nicht erfolgten Beförderung gekränkt kündigte Murray und zog zurück nach New York. Mit leichter Verzögerung, weil sie sich um die an Brustkrebs erkrankte Irene Barlow kümmerte, nahm sie in der Folge eine Stelle am Benedict College in Columbia (South Carolina) an. Von der Arbeit bei der National Organization for Women distanzierte sie sich, weil sich die Arbeit der Organisation zunehmend auf weiße Frauen der Mittelschicht konzentrierte.

### Benedict College und Brandeis University
Durch die Vermittlung einer Freundin erhielt Murray 1967 eine Stelle am Benedict College in South Carolina, die sie aber bereits im Sommer des nächsten Jahres wieder kündigte, weil sie mit dem Präsidenten des Colleges, Benjamin F. Payton, von dem sie sich als Frau konstant respektlos behandelt sah, keine Grundlage für eine gute Zusammenarbeit sah. Kurz nachdem sie nach New York zurückgekommen war, bot ihr aber Morris B. Abram eine Stelle an der Brandeis University in Waltham (Massachusetts) an. Die Zeit dort beschrieb sie in ihrer Autobiographie als „die aufregendste, quälendste, befriedigendste, umkämpfteste, frustrierteste, und manchmal auch erfolgreichste Zeit“ ihres Lebens. An der Universität regte sie die Umwandlung des Studiengangs American Civilization in ein Institut für American Studies an und bot erstmals Kurse in Rechtswissenschaften, African American Studies und Women’s Studies an. 1971 erhielt sie den Louis Stulberg-Lehrstuhl für Recht und Politik und wurde zur ordentlichen Professorin für Amerikanistik ernannt. Die während ihrer Zeit an der Universität stattfindenden Proteste afroamerikanischer Studierender stellten sie vor eine Herausforderung: die Militanz der Studierenden lehnte sie ab, während die Studierenden sich aber von ihrem Argument, sie sei stärker aufgrund ihres Geschlechts als aufgrund ihrer race diskriminiert worden, nicht überzeugen ließen. An Renee Barlow schrieb sie:

„How can one make these youngsters see that they are not dealing with a monolithic white society arrayed against them like a consuming fire but that they are dealing with social forces and structures, some of them impersonal, and that unless they analyze and understand these forces and learn to manipulate or help to control them, they will
help to sweep themselves and the rest of us into chaos?“

„Wie kann man den jungen Leuten zeigen, dass sie nicht gegen eine monolithische weiße Gesellschaft kämpfen, die ihnen wie ein loderndes Feuer gegenübersteht, sondern dass sie es mit gesellschaftlichen Kräften und Strukturen zu tun haben, die sie analysieren und verstehen müssen und über die sie lernen müssen, wie man sie verändern und kontrollieren kann, damit sie nicht sich selbst und den Rest von uns ins Chaos stürzen?“

Murray setzte sich außerdem weiterhin für eine faire Bezahlung und Einstellung von Frauen an der Universität ein und engagierte sich auch weiterhin stark in feministischen Organisationen, insbesondere bei der ACLU.
Im September 1971 schrieb Murray einen Brief an Präsident Richard Nixon um sich auf die durch den Rücktritt Hugo Blacks freigewordene Stelle am Supreme Court zu bewerben. Murray machte sich keine Illusionen über ihre Chancen (sie schrieb, es könne nicht schaden, wenn der Brief Verwaltungs- und Sekretariatspersonal amüsiere „während er auf dem Weg zum Papierkorb auf und ab wandert“), sie hoffte aber die Aufmerksamkeit auf die fehlende Repräsentation von Frauen am obersten Gerichtshof zu lenken: „Mit meiner Bewerbung möchte ich dem weit verbreiteten Irrtum vorbeugen, dass sich keine qualifizierten Frauen beworben hätten oder zur Verfügung stünden.“

### Theologische Ausbildung und Tätigkeit

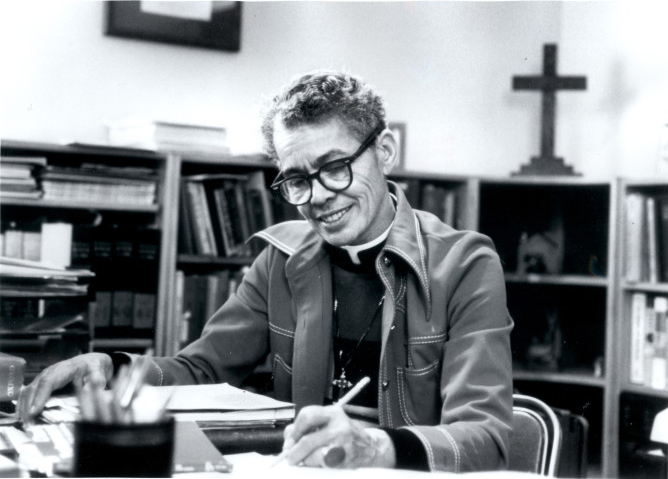
Pauli Murray

Im Januar 1973 entdeckten Ärzte in New York einen inoperablen Hirntumor bei Renee Barlow. Nachdem sich ihre Lage und die Prognose durch eine medikamentöse Behandlung kurzzeitig verbessert hatte, war Murray zurück nach Waltham gefahren. Barlows Tod am 21. Februar überraschte und erschütterte sie schwer. Sie fand Zuflucht in ihrem Glauben und wandte sich zunehmend von ihrer akademischen und aktivistischen Tätigkeit ab. Wie Barlow war sie aktives Mitglied der episkopalen Kirche gewesen, die zu dieser Zeit keine Frauen ins Priesteramt zugelassen hatte. Sie entschied sich, Priesterin zu werden und besuchte als eine der ersten Frauen das General Theological Seminary (GTS) in New York. Als engagierte Teilnehmerin an Diskussionen, die auch gerne andere Anwesende unterbrach (es stellte sich heraus, dass sie zunehmend schlechter hörte), und regelmäßige Verfasserin offener Briefe machte sie sich unter Lehrenden und Lernenden am vergleichsweise konservativen Seminar nicht beliebt, fand aber in Page Bigelow eine gute Freundin, in die sie sich verliebte. 1974 zog sie sich von ihrer letzten Verpflichtung außerhalb der Kirche, bei der ACLU, zurück und empfahl Ruth Bader Ginsburg als ihre Nachfolgerin. Um dem konservativen Umfeld an der GTS zu entkommen, entschied sie sich 1975 an das Virginia Theological Seminary zu wechseln, wo sie die Arbeit an einer Masterarbeit begann, in der sie theologisch für die Priesterweihe von Frauen argumentierte. Nachdem ein Buch zu diesem Thema erschienen war, änderte sie ihren Fokus auf Befreiungstheologie in den Vereinigten Staaten. Im Juni 1976 wurde sie zur Diakonin, und am 8. Januar in einem großen Gottesdienst in Washington als erste Schwarze Priesterin der episkopalen Kirche geweiht. In der Folge predigte sie in verschiedenen Kirchen und Gemeinden, hielt Reden an Universitäten und konnte sich aus den Erlösen einer Neuauflage von Proud Shoes ein Auto kaufen. 1984 zog sie in die Nähe von Pittsburgh und damit näher zu ihrer Freundin Maida Springer Kemp, mit der sie gemeinsam eine größere Zugreise durch Nordamerika unternahm und mit der sie zusammen ein Haus bezog (Maida lebte im Erdgeschoss, Pauli im ersten Stock). An Weihnachten 1984 wurde sie mit Verdacht auf Pankreaskrebs ins Krankenhaus eingeliefert und operiert. Von der Operation erholte sich Murray nicht mehr und verstarb am 1. Juli 1985 im Alter von 74 Jahren.

## Sexualität und Geschlechtsidentität
Murray beschäftigte sich ihr ganzes Leben lang mit ihrer geschlechtlichen und sexuellen Identität. Rosalind Rosenberg geht davon aus, dass man im heutigen Sprachgebrauch von einer transgender Geschlechtsidentität sprechen würde und beschreibt sie als „gender-nonconforming“. Dass sie sich von heterosexuellen, femininen Frauen angezogen fühlte, beschrieb Murray, die sich selbst als männlich wahrnahm, als Heterosexualität. Ausgehend von den Informationen über Geschlecht und Sexualität, die ihr zur Verfügung standen, vermutete sie, sie könne „pseudohermaphroditisch“ (im heutigen Sprachgebrauch: intersexuell) sein. In Büchern und Artikeln zu Murray, wird über sie mit männlichen, weiblichen, oder geschlechtsneutralen Pronomen geschrieben, in der Dokumentation My Name is Pauli Murray wird auf die Verwendung von geschlechtsspezifischen Pronomen verzichtet. Obwohl sich Murray öffentlich und privat kaum zu ihrer Geschlechtsidentität und sexuellen Orientierung äußerte, gilt sie heute vielen LGBTQ-Aktivisten als Vorbild.

## Einfluss

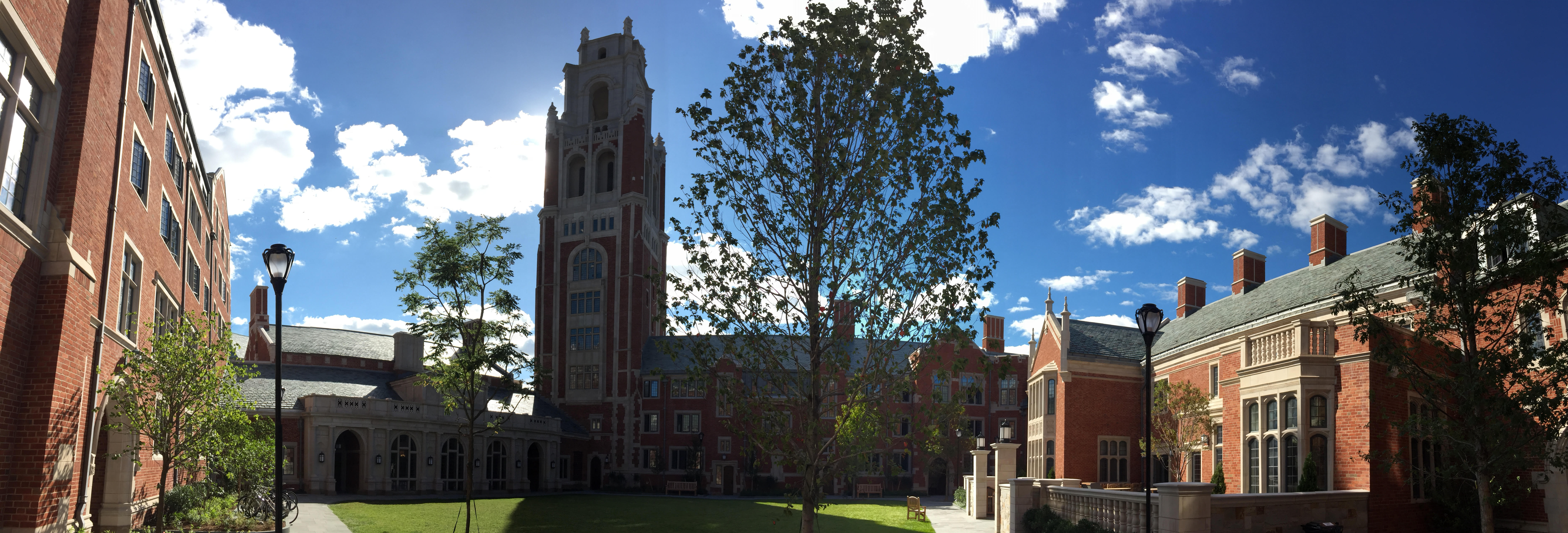
Der Hof des Pauli Murray College in Yale

Murrays juristische Argumentation beeindruckte und beeinflusste nicht nur die spätere Richterin am Supreme Court, Ruth Bader Ginsburg, sondern übte auch einen beträchtlichen Einfluss auf die US-amerikanische Rechtsprechung und Rechtswissenschaft aus. Auch innerhalb der Schwarzen Feministischen Theorie oder der Queer Theory werden das Leben und Werk Murrays rezipiert. Sarah Azaransky beschreibt Pauli Murray als Teil der „Spitze der Bürgerrechtsbewegung und der feministischen Bewegung, bahnbrechende Rechtstheoretikerin, eine wichtige literarische Stimme, die argumentierte, dass afroamerikanische Erfahrungen paradigmatische amerikanische Erfahrungen seien und eine vorausschauende theologische Denkerin, die die feministische Reflexion der Erfahrungen afroamerikanischer Frauen hervorhob.“
Murray wurde von der episkopalen Kirche heiliggesprochen und das neugebaute Pauli Murray College in Yale wurde 2017 nach ihr benannt. Die UNC kündigte an, ein Gebäude nach ihr umzubenennen. Das Haus, in dem sie ihre Kindheit verbrachte, ist heute ein National Historic Landmark. Julie Cohen und Betsy West, die bei den Dreharbeiten für ihren Film RBG – Ein Leben für die Gerechtigkeit auf die Geschichte Murrays gestoßen waren, veröffentlichten 2021 die Dokumentation My Name Is Pauli Murray auf Prime Video.

## Werke
- Dark Testament and Other Poems. Silvermine, Norwalk 1970.
- Proud Shoes: The Story of an American Family. Harper & Row, New York 1956.
- Song in a Weary Throat: An American Pilgrimage. Harper & Row, New York 1987.
- The Constitution and Government of Ghana. Mit Leslie Rubin. Sweet and Maxwell, London 1964.

## Dokumentarfilm
- Betsy West & Julie Cohen: My Name Is Pauli Murray. USA 2022, 91 min.